# العلاقات الأبخازية السورية
العلاقات بين أبخازيا وسوريا (بالروسية: Абхазско-сирийские отношения)‏ تشير إلى العلاقة الثنائية بين جمهورية أبخازيا وسوريا. اعترفت سوريا بأبخازيا في 29 مايو 2018. تم الإعلان عن إقامة علاقات على مستوى السفارات.
في عام 2008، قال الرئيس السوري بشار الأسد إن سوريا تتفق «مع جوهر الموقف الروسي» في الصراع الأبخازي. في عام 2013، عينت أبخازيا ممثلًا عن وزارة الخارجية الأبخازية في سوريا.
في عام 2015، التقى وزير الخارجية الأبخازي بالسفير السوري لدى روسيا رياض حداد في موسكو، وبعد ذلك قال إن حكومته تعتقد أن سوريا ستعترف باستقلال جمهورية أبخازيا الجورجية السابقة كدولة ذات سيادة في المستقبل. في نوفمبر 2016، شدد رئيس أبخازيا راؤول خاجيمبا على دعم بلاده لسوريا في «حربها ضد الإرهاب الدولي». وفي نفس المناسبة، وصف خاجيمبا سوريا بأنها «دولة شقيقة». ومع ذلك، فإن أبخازيا تدعم إعادة هجرة المواطنين السوريين المنحدرين من أصل أبخازي إلى أبخازيا. في السنوات الخمس الأولى من الحرب الأهلية، هاجر حوالي 500 سوري إلى أبخازيا. في ديسمبر 2015، التقى وزير خارجية أبخازيا بالسفير فوق العادة والمفوض للجمهورية العربية السورية في روسيا رياض حداد وناقشا عودة المواطنين السوريين من أصل أبخازي. في ديسمبر 2016، أقيمت المباراة الأولى في المصارعة الحرة بين المنتخبين الوطنيين أبخازيا وسوريا في سوخومي. في أغسطس 2017، قدمت أبخازيا مساعدات إنسانية لسوريا. وفي أغسطس 2017 أيضًا، ذهب وفد أبخازي بقيادة وزير الخارجية الأبخازي داور كوفي إلى دمشق والتقى برئيس الوزراء السوري عماد خميس. بحث وفود برلمانية تعزيز العلاقات البرلمانية بين البلدين. في نفس الشهر، تم عرض المنتجات الأبخازية في معرض دمشق الدولي. في نوفمبر 2017، كان وفد سوري في أبخازيا وقال وزير الاقتصاد الأبخازي أدغور أردزينبا، إنه كان يعد اتفاقية تجارة حرة بين سوريا وأبخازيا. في ديسمبر 2017، كانت هناك تقارير أولية تفيد باحتمال الاعتراف السوري باستقلال أبخازيا.
في مايو 2018، اعترفت الحكومة السورية بأبخازيا، مما أدى إلى إدانة من جورجيا والولايات المتحدة. نتيجة لذلك، قطعت جورجيا العلاقات مع سوريا.
في أوائل سبتمبر 2018، قام الرئيس أبخازيا، راؤول خاجيمبا، بزيارة دولة إلى دمشق في سوريا. التقى خاجيمبا بشار الأسد وكبار الشخصيات في دمشق. قام بشار الأسد بتزيين راؤول خاجيمبا بالوسام الأموي، وهو أعلى وسام للجمهورية العربية السورية. كما قام راؤول خاجيمبا بتزيين بشار الأسد بدرجة Apzha من الدرجة الأولى، وهي أعلى وسام لدولة أبخازيا. كما تبادل رئيس البلدين والهدايا من البلدين. اتفقت أبخازيا وسوريا على معاهدة شاملة للشراكة الاستراتيجية والعلاقة الدبلوماسية بين أبخازيا وسوريا.[بحاجة لمصدر]
ازداد التبادل بين أبخازيا وسوريا منذ الاعتراف به في أواخر عام 2018. وفي أواخر سبتمبر 2019، زار وفد مكون من رجال أعمال وأعضاء برلمانيين سوريين مدينة سوخومي للاحتفال بيوم الاستقلال والنصر لأبخازيا. في أكتوبر 2020، افتتحت أبخازيا سفارة في دمشق.
في مايو 2021، زار الرئيس الأبخازي أصلان بزانيا سوريا في زيارة دولة والتقى بشار الأسد.